# 서청원
서청원(徐淸源, 1943년 4월 3일~)은 대한민국의 정치인이다. 제11·13·14·15·16·18·19·20대 국회의원으로, 8선 국회의원을 지냈다. 문민정부 당시 대표적인 상도동계의 인물로 여겨졌으며 박근혜 정부 당시 친박에 속했다.

## 학력
- 서울은로국민학교 졸업
- 중앙대학교 사범대학 부속중학교 졸업
- 중앙대학교 사범대학 부속고등학교 졸업
- 중앙대학교 정치외교학 학사

## 경력
- 1969년~1980년 조선일보 사회부 기자
- 1981년 4월 11일~1985년 4월 10일 제11대 국회의원(서울 동작구/민주한국당)
- 1985년 민주화추진협의회 상임운영위원
- 민주통신 뉴스와이어 편집주간
- 1986년 민주화추진협의회 언론자유특별위원회 위원장
- 1988년 5월 30일~1992년 5월 29일 제13대 국회의원(서울 동작구 갑/통일민주당-민주자유당)
- 1988년 통일민주당 대변인
- 1989년 통일민주당 김영삼 총재비서실장
- 1992년 5월 30일~1996년 5월 29일 제14대 국회의원(서울 동작구 갑/민주자유당-신한국당)
- 1993년 12월 21일~1994년 12월 23일 제18대 정무제1장관
- 1996년 5월 30일~2000년 5월 29일 제15대 국회의원(서울 동작구 갑/신한국당-한나라당)
- 1996년 신한국당 원내총무
- 1996년 국회운영위원회 위원장
- 1998년 한나라당 사무총장
- 2000년 5월 30일~2004년 5월 29일 제16대 국회의원(서울 동작구 갑/한나라당)
- 2002년 5월 14일~2003년 1월 29일 한나라당 대표최고위원
- 한나라당 중앙선거대책위원회 위원장
- 2008년 3월 미래희망연대 공동대표
- 2008년 5월~2009년 5월 제18대 미래희망연대 국회의원직 상실
- 2013년 4월 새누리당 선거대책위원회 상임고문
- 2013년 10월~2016년 5월 제19대 국회의원(경기 화성시갑/새누리당)
- 2013년 3월~2016년 5월 제19대 국회 안전행정위원회 위원
- 2014년 7월~2016년 4월 새누리당 수석최고위원
- 2014년 10월~2017년 5월 한일의원연맹 회장
- 2016년 3월 새누리당 선거대책위원회 공동위원장
- 2016년 5월~2017년 2월 제20대 국회의원(경기 화성시 갑/새누리당)
- 2016년 6월~2018년 5월 제20대 국회 전반기 외교통일위원회 위원
- 2016년 6월~2018년 5월 제20대 국회 전반기 정보위원회 위원
- 2017년 1월 새누리당 당원권정지 3년 처분
- 2017년 5월 자유한국당 당원권정지 징계 해제
- 2018년 7월~2020년 5월 제20대 국회 후반기 국방위원회 위원
- 2019년 6월 한·일 의회외교포럼[1] 회장
- 2017년 2월~2018년 2월 제20대 국회의원(경기 화성시갑/자유한국당)
- 2018년 7월~2020년 3월 제20대 국회의원(경기 화성시갑/무소속)
- 2020년 3월~2020년 5월 제20대 국회의원(경기 화성시갑/우리공화당)
- 2020년 3월~2022년 8월 우리공화당 상임고문
- 2020년 10월~ 한일의원연맹 명예회장
- 2022년 5월~ 한중친선협회 회장
- 2022년 10월~2023년 8월 국민의힘 상임고문
- 2025년 5월~2025년 6월: 제21대 대통령 선거 국민의힘 김문수 대통령 후보 자문 및 보좌 기관 상임고문역

## 논란

### 불법 정치자금 혐의
2002년에 제16대 대선 직전 한화그룹과 썬앤문그룹에서 각각 10억원과 2억원의 불법 정치자금을 받은 혐의로 2004년 1월 28일에 구속되었으나 국회에서 석방동의안이 가결되면서 2월 9일에 석방되었다. 그러나 다시 구속되었고 법원은 서청원에게 징역 1년 6개월에 집행유예 3년, 추징금 12억원을 선고하였다. 이후 서청원이 항소를 포기하여 형이 확정되었다.

### 공직선거법 위반 혐의
2007년에 사면복권된 후 이듬해 실시된 제18대 총선에 친박연대 비례대표로 출마하여 당선되었으나 그해 8월 14일에 서울중앙지방법원은 서청원에 대해 비례대표직을 사고 판 혐의로 공직선거법 위반을 적용하여 징역 1년 6개월을 선고하였다. 이후 대법원에서 형이 확정되어 서청원은 의원직을 상실했다.

### 서청원 의원 딸 외국인학교 부정입학사건으로 사법처리
삼화제분 사주 며느리이자 서청원 의원 딸인 서모씨(42)는 2012년 11월 사문서 위조 등의 혐의로 불구속 기소됐다. ‘외국인학교 부정입학 사건’은 사회 부유층 인사들이 외국 여권 등을 위조하는 방식 등으로 자녀를 외국인학교에 입학시켰다가 대거 적발된 사건이다. 외국인학교에는 부모 중 한 명이 외국인이거나 3년 이상 외국 거주 경험이 있어야만 입학할 수 있다. 당시 사건을 수사한 인천지검 외사부는 서씨를 비롯해 재벌가 자제를 포함한 46명의 학부모를 불구속 기소했다. 이들은 브로커에게 수천만원에서 억대에 이르는 돈을 주고 과테말라와 온두라스 등 중남미 국가 여권 등 관련 서류를 위조한 혐의를 받았다. 이에 대해 서청원 의원측은 "출가한 딸의 문제이지만 서청원 의원은 국민에게 죄송한 마음을 갖고 있다"고 전했다.

## 소속 정당
| 소속 정당 | 소속 정당    | 소속 기간 | 비고           |
| --------- | ------------ | --------- | -------------- |
|           | 민주한국당   | 1981~1985 | 창당 정계 입문 |
|           | 무소속       | 1985      | 탈당           |
|           | 신한민주당   | 1985~1987 | 입당           |
|           | 무소속       | 1987      | 탈당           |
|           | 통일민주당   | 1987~1990 | 창당           |
|           | 민주자유당   | 1990~1995 | 합당           |
|           | 신한국당     | 1995~1997 | 당명 변경      |
|           | 한나라당     | 1997~2004 | 합당           |
|           | 무소속       | 2004~2007 | 탈당 정계 은퇴 |
|           | 한나라당     | 2007~2008 | 복당 정계 복귀 |
|           | 무소속       | 2008      | 탈당           |
|           | 미래한국당   | 2008      | 입당           |
|           | 친박연대     | 2008~2010 | 당명 변경      |
|           | 미래희망연대 | 2010~2012 | 당명 변경      |
|           | 한나라당     | 2012      | 합당           |
|           | 새누리당     | 2012~2017 | 당명 변경      |
|           | 자유한국당   | 2017~2018 | 당명 변경      |
|           | 무소속       | 2018~2020 | 탈당           |
|           | 자유공화당   | 2020      | 입당           |
|           | 우리공화당   | 2020~2022 | 당명 변경      |
|           | 무소속       | 2022      | 탈당           |
|           | 국민의힘     | 2022~현재 | 복당 정계 은퇴 |

## 역대 선거 결과
|  | 27.16% |

|  | 19.69% |

|  | 39.29% |

|  | 37.02% |

|  | 40.79% |

|  | 45.23% |

|  | 13.18% |

|  | 62.66% |

|  | 52.29% |

|  | 0.74% |

## 같이 보기
- 동작구 (선거구)
- 동작구 갑
- 서울 동작구의 국회의원
- 대한민국 제18대 국회의원 선거 친박연대 후보 목록#비례대표
- 화성시 갑
- 화성시의 국회의원
- 대한민국의 특임장관